# Village ibérique de Montjuïc
Le village ibérique de Turó de Montjuïc est un site archéologique situé sur le versant sud de la colline de Montjuïc dominant la ville de Barcelone (comarque de Barcelonès), dans la province de Barcelone en Catalogne,.

## Historique
Cette colonie a été établie sur la colline du même nom et habité par la tribu ibère des Laietans au IVe siècle av. J.-C.. Le site a été découvert en 1928 et, d'après les fouilles archéologiques, il s'agissait d'un grand centre commercial du monde ibérique, le principal des Ibères situé dans l'actuelle Catalogne, et qui correspondrait à Barkeno (ca).
La colonie possédait les plus grands silos de la péninsule nord-est. Il y avait également au pied de la montagne un port ou une zone permettant le chargement et le déchargement des marchandises. Toutes sortes de matériaux ont été récupérés des silos : on distingue les céramiques fabriquées en Grèce, en Italie, à Ibiza, Marseille et Cartago, 17% du total, un chiffre comparable seulement au village ibérique d'Ullastret et une insolite fibule en corail rouge. L'époque de la plus grande activité était les IVe et IIIe siècles av. J.-C.. On y exploitait également les grès de la montagne de Montjuïc, provenant d'une carrière voisine située dans l'actuelle Fossar de la Pedrera.
En 1946, à l'intérieur d'un des silos fouillés dans la zone du Pont de l'Esparver à Montjuïc, a été trouvée une charrette de transport de fer et de bois datée du  IVe siècle av. J.-C.. Il se pourrait que la charrette ait été enterrée comme déchet dans le silo ou qu'il s'agisse d'un dépôt rituel comme le pense Josep de Calassanç Serra i Ràfols (ca).
Les Ibères de cette ville frappaient leur propre monnaie avec la légende Barkeno. Il semble que pendant la romanisation, les deux noyaux ont coexisté : le Barkeno indigène et le Barcino romain.

## Description
L'emplacement stratégique de Montjuïc, avec une bonne vue sur la plaine de Barcelone et la cordillère prélittorale catalane, avec la mer et le fleuve Llobregat aux pieds, permettant la navigation et les échanges commerciaux vers la Méditerranée et vers l'intérieur, a motivé les Ibères à s'installer proche du sommet de la colline et y fondèrent une ville et un important centre commercial. Ces dernières années, grâce à de nouvelles fouilles archéologiques, les connaissances historiques et archéologiques du Montjuïc ibérique se sont considérablement élargies. Il y a eu plusieurs colonies, ainsi que des découvertes dispersées dans toute la montagne.
L'occupation protohistorique de la montagne remonte au VIIe siècle av. J.-C., confirmée par la découverte de fragments de céramique d'origine phénicienne récupérés lors de l'intervention de 1984 dans un secteur proche de la Via Magòria, bien que ceux-ci ne puissent être associés à aucune structure d'habitation. Contrairement à la période précédente, au cours de l'ancienne période ibérique (VIe et Ve siècles av. J.-C., il y a plus de preuves. Sur le versant sud-ouest de la montagne, entre le château de Montjuïc et le cimetière de Montjuïc, ont été documentés les restes d'une cheminée et de trous de poteaux associés à un éventuel fond de cabane, ainsi qu'un petit silo. La présence d'un important ensemble de céramiques locales (tour et à la main), accompagnées de céramiques importées de Méditerranée ( bucchero nero étrusque , coupes attiques, amphore punique-ébussite), confirme l'entité de l'ensemble du noyau ibérique de Montjuïc au cours de cette période antérieure, ainsi qu'une certaine importance commerciale et économique.

## Archéologie
La connaissance de l'occupation ibérique de Montjuïc pendant les Ve et IVe siècles av. J.-C.) est très bien documentée grâce aux fouilles des silos du port ou de la Via Magòria. A l'occasion de l'ouverture du chemin de fer en 1928 pour relier le port à Barcelone, les enquêtes réalisées par Josep de Calassanç Serra i Ràfols (ca) ont localisé un ensemble de silos avec présence de céramiques ibériques au Pont de l'Esparver et Via Magòria.
Ce n'est qu'en 1946 que Serra i Ràfols lui-même, alors délégué des Fouilles de Barcelone, élabora un plan d'action en matière de patrimoine de la ville et plaça les silos portuaires comme point d'intérêt prioritaire. Il commença à les fouiller en mars 1946. À l'intérieur d'un des silos, on trouva une charrette datée du IVe siècle av. J.-C., les deux roues et une partie de celle-ci furent récupérées. Le chariot avait des roues massives et devait être utilisé pour le transport de marchandises.

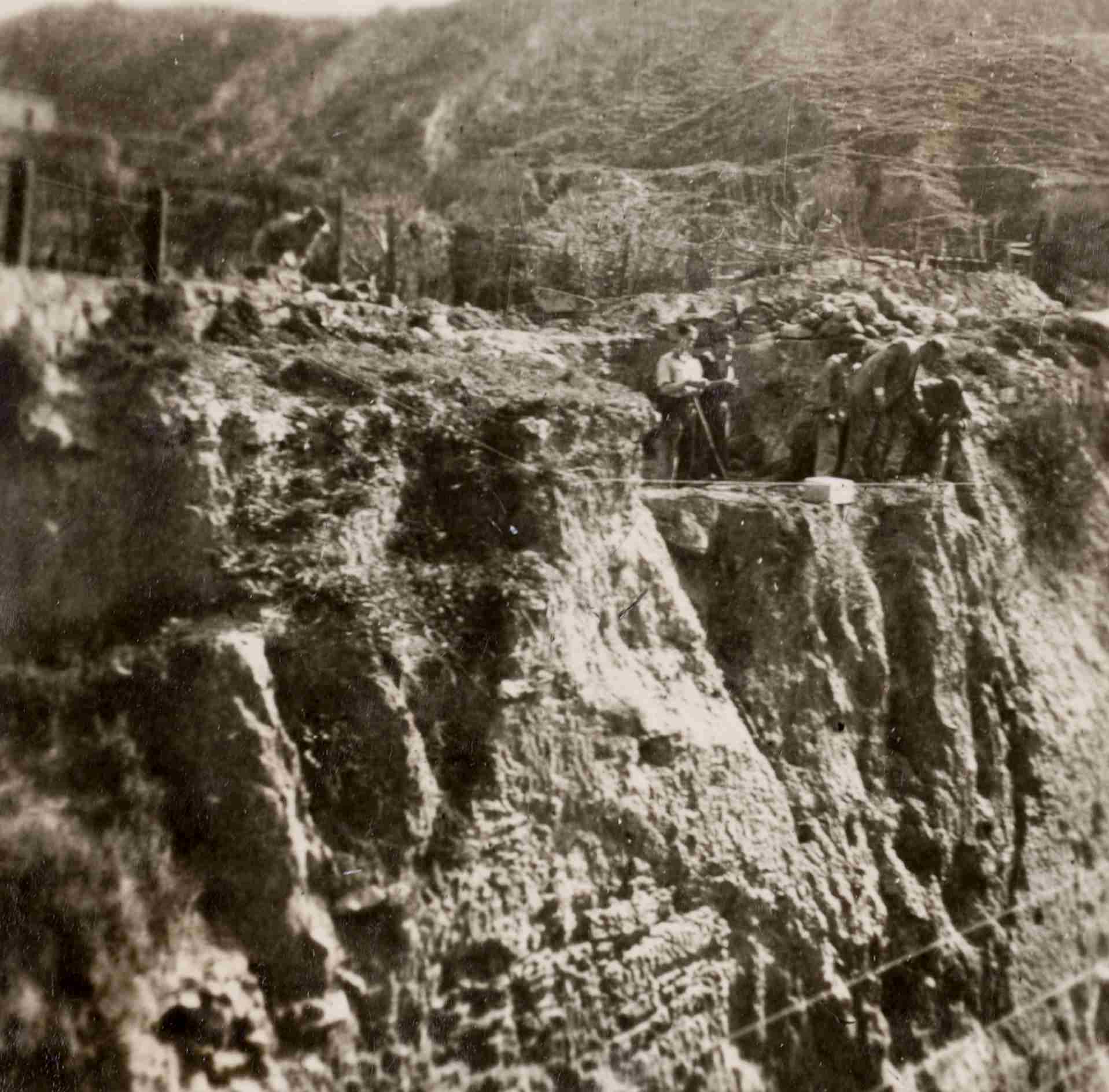
Vue du tronçon de la Via de Magòria avec les silos, 1946.
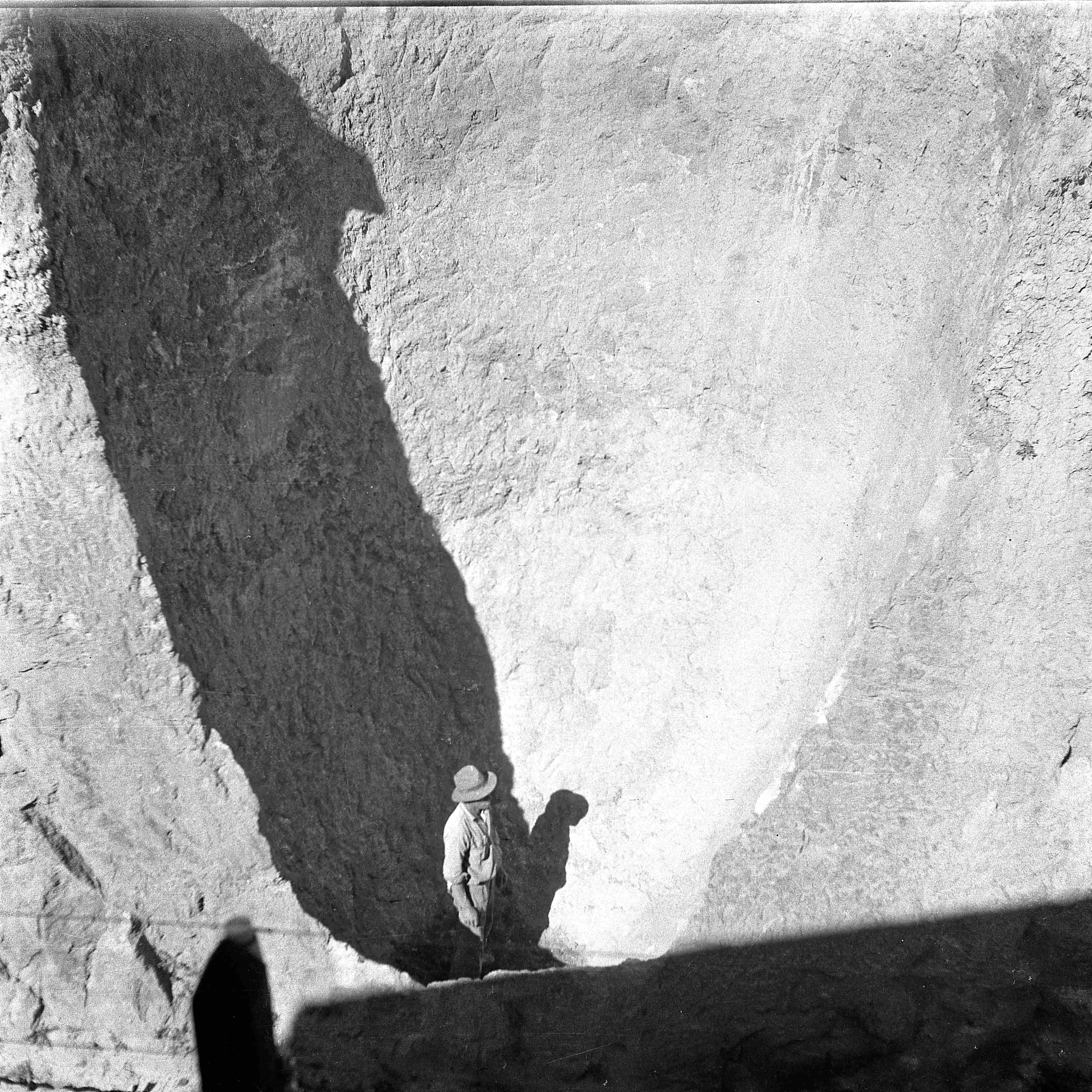
Limon17 de la Via de Magòria une fois fouillé, 1946.
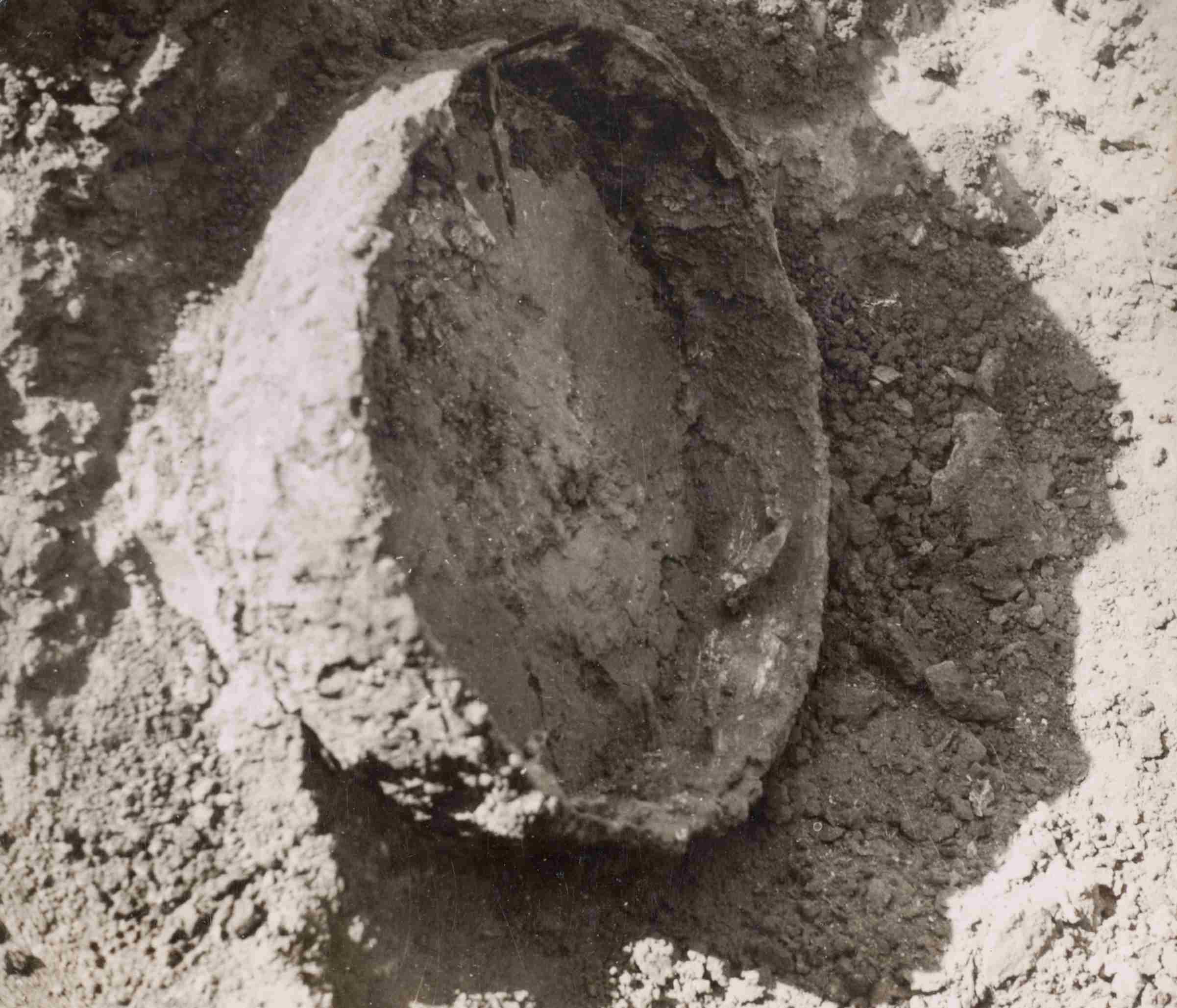
Détail d'une roue de charrette, 1946.

Courant 1990, une nouvelle intervention archéologique a été réalisée dans cet espace. Au total, 21 silos ont été documentés, dont quinze ont été fouillés, trois autres, bien que localisés, n'ont pas été fouillés, et les trois autres ont déjà été fouillés par Serra Ràfols. La particularité de cet ensemble de silos réside dans ses dimensions, qui dépassent de loin celles de tout autre site ibérique du nord-est de la péninsule. Dix de ces silos dépassent les 20 000 litres de capacité, soit le double de la moyenne des champs de silos connus (Mas Castellar de Pontós, Font de la Canya ) ; quatre ont une capacité de plus de 50 000 litres et un cinquième environ 80 000 litres. La fouille de cet important ensemble de silos a permis de récupérer un volume important de matériaux céramiques importés - vases attiques à figures noires, vases attiques à figures rouges, poteries attiques vernis noires, amphores ébusitanes, amphores grecques, et de céramiques locales, ce qui permet de dater, au moins, son abandon ou sa dépréciation entre les IVe et IIIe siècles av. J.-C.. Pour le reste des objets récupérés, une épée en fer, une fibule en bronze ornée de pierres de corail rouge et un fragment d'un mortier en marbre hellénique se distinguent par leur particularité.

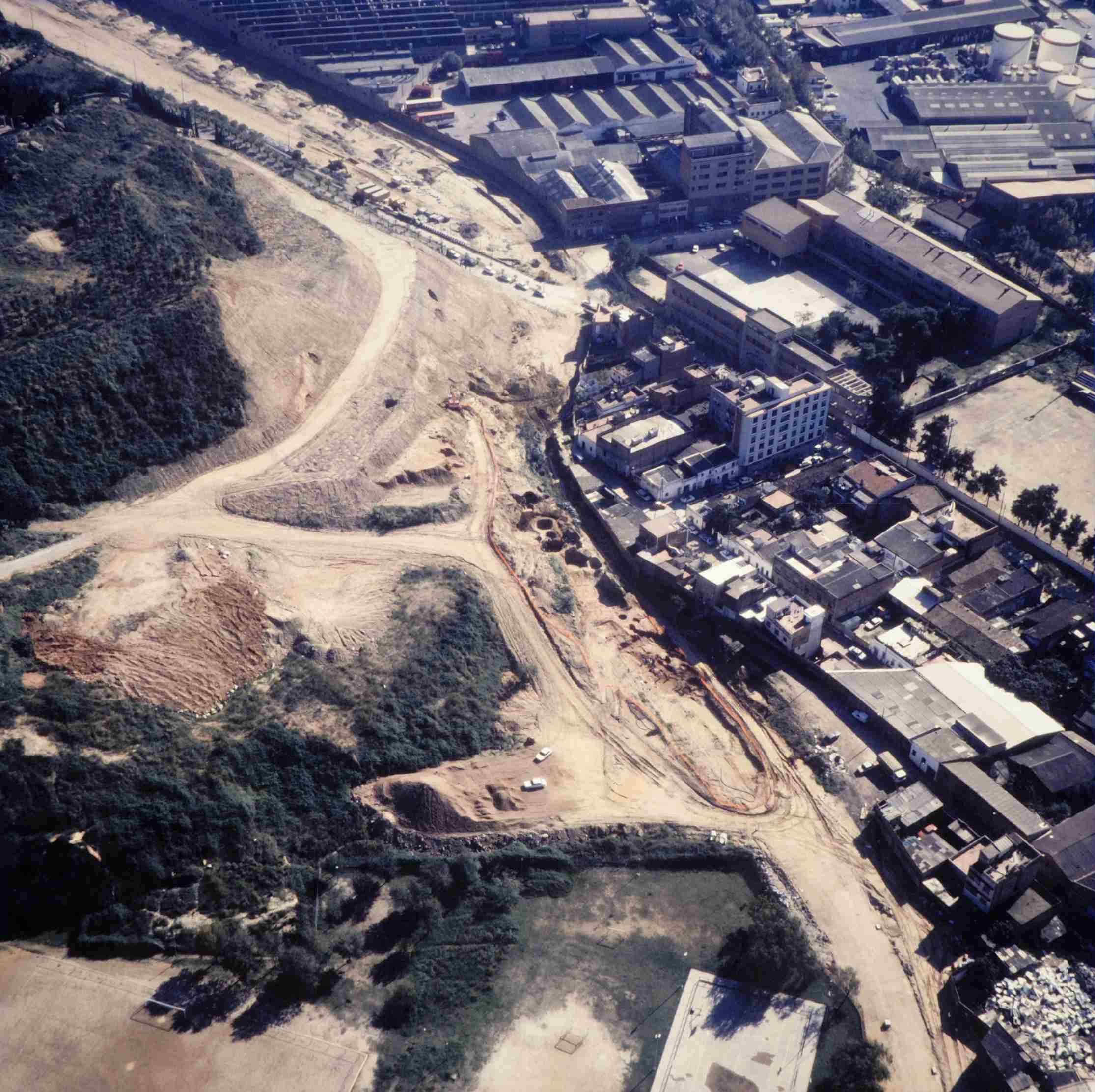
Vue générale de la zone des silos de la Via de Magòria, 1990.
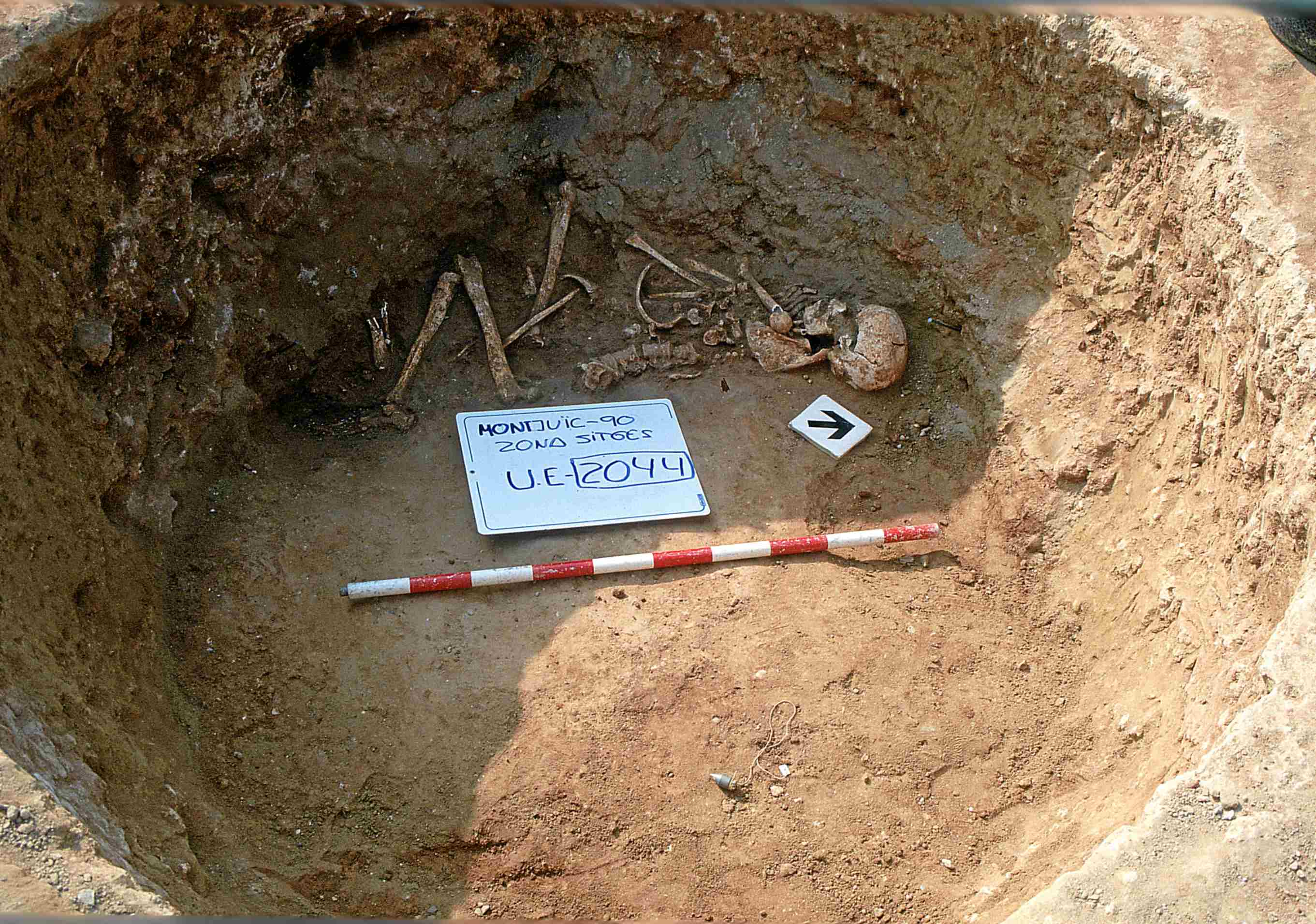
Fosse 9 avec sépulture du site ibérique de via de Magòria, 1990.
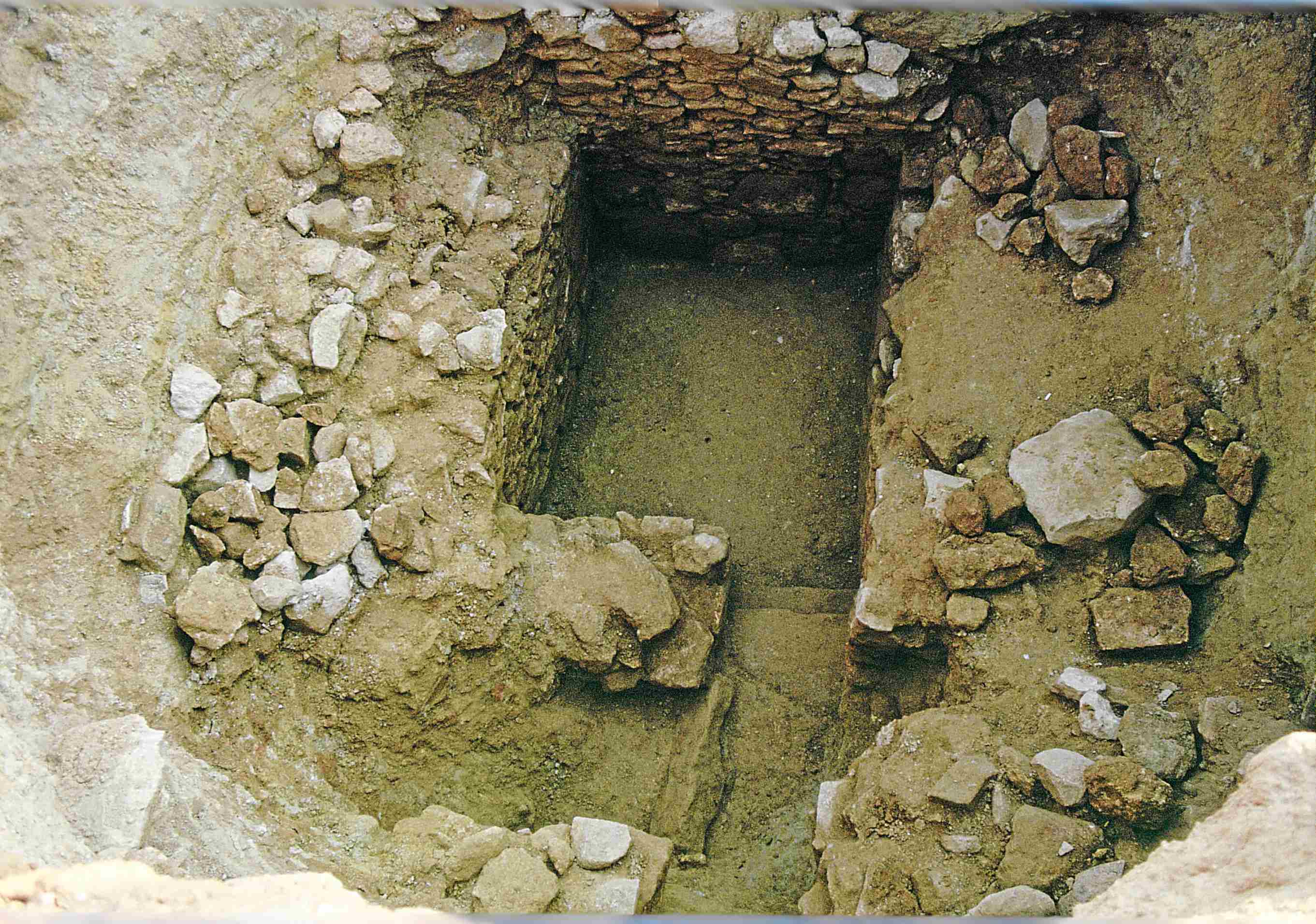
Limon 3 avec la citerne du site ibérique de Via de Magòria, 1990.
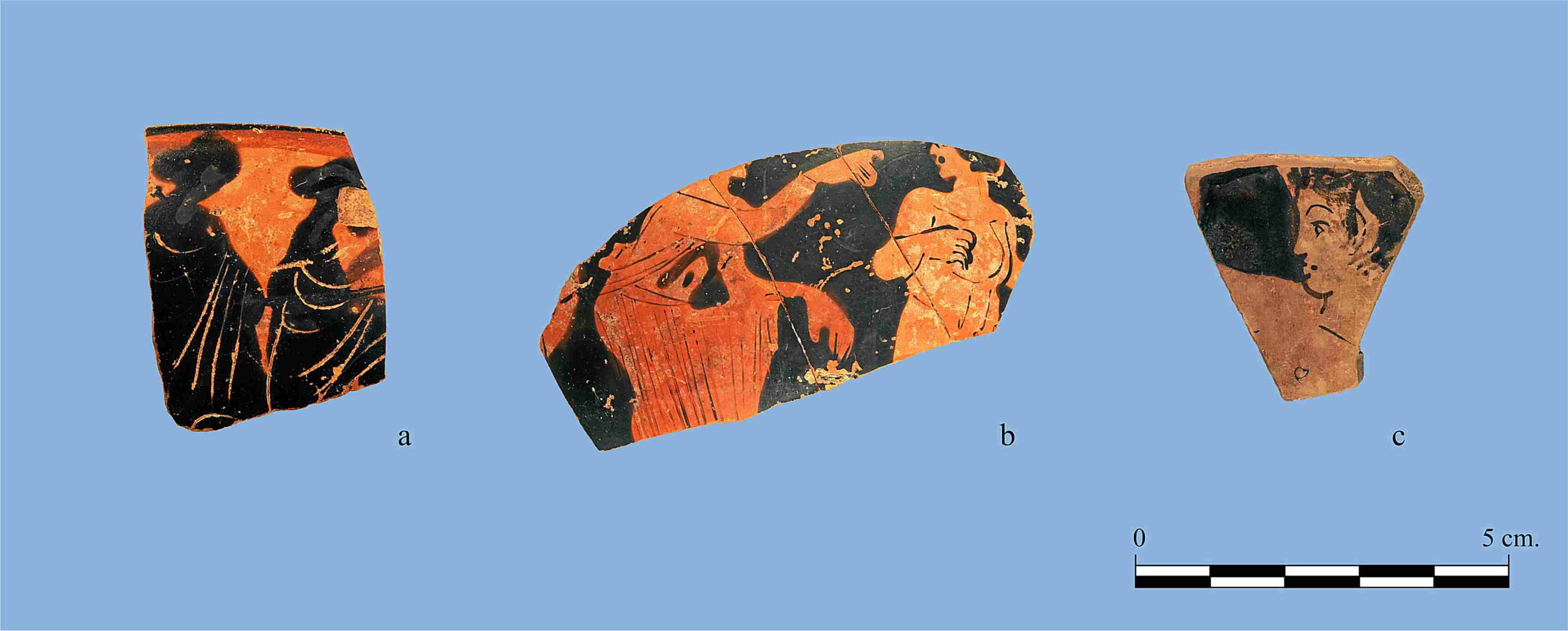
Fragments de céramique attique avec vernis noir et figures rouges provenant des silos ibériques de la Via de Magòria, 1990.

La taille des récipients de transport indique qu'ils étaient destinés au commerce maritime à travers la Méditerranée, si l'on considère le potentiel évident de stockage des céréales. Par rapport à leur chronologie, il n'a pas encore été possible de dater leur construction, mais différentes phases d'abandon peuvent être précisées. Trois de ces objets ont été remblayés au IVe siècle av. J.-C., tandis que cinq autres ont été remblayées à la fin du IIIe siècle av. J.-C.. La réutilisation de silos comme lieux de sépulture n'est pas un phénomène inhabituel et deux crânes ont été découverts dans le remplissage de silos uniques.
En 1987, lors d'une fouille d'urgence, a été défini l'existence d'un village ibérique, là où se trouve actuellement le Castell de Port (ca) , sur le côté ouest du Fossar de la Pedrera. La seule structure archéologique trouvée dans cette intervention est un mur en pierre sèche et utilisé à une époque très récente. En raison des caractéristiques de construction, elle pourrait être liée à la ville ibérique de Montjuïc. Autour du Castell de Port, il a été possible de collecter en surface de nombreux matériaux céramiques datant de la période ibérique complète et tardive.
En 1931, dans la partie supérieure du cimetière de Montjuïc, à côté de la falaise de Fossar de la Pedrera, selon les informations fournies par Serra et Ràfols, deux silos de l'époque ibérique à plan globulaire, de 2,5 m de diamètre et hauteur maximale. Dans l’un d’eux, quatre squelettes humains ont été trouvés, placés en position horizontale, bien alignés parallèlement et les uns à côté des autres.
Malgré l'absence de structures constructives ou de preuves physiques d'un hypothétique noyau résidentiel (à l'exception d'un éventuel tronçon de mur découvert dans le Castell de Port en 1987), différents facteurs confirmeraient l'existence d'un noyau habité de première ou second ordre au sommet de la montagne de Montjuïc entre les IVe et IIIe siècles av. J.-C., ville qui structurera économiquement et politiquement le territoire environnant :
- Le grand volume et la richesse des ensembles de céramiques importées des silos de la Via Magoria.
- La grande capacité de stockage des silos de Via Magoria et qui témoigne du stockage des excédents de céréales avec un objectif commercial clair.
- L'excellente situation géographique du lieu avec un lien plus qu'évident avec la Méditerranée, ainsi que des communications fluviales vers l'intérieur du pays grâce au fleuve Llobregat.
- L'orographie de la colline permet le développement d'un vaste noyau d'habitats sur sa plateforme supérieure.

La montagne de Montjuïc continuera à être habitée durant la fin de la période ibérique (IIIe et IIe siècles av. J.-C.). À l'époque ibéro-romaine, la structuration du territoire s'est poursuivie sans changements majeurs, à l'exception de certains changements structurels au nord de la rivière Besòs, liés à la fondation de Baetulo, comme l'axe routier triangulaire qui relie la nouvelle colonie, avec les axes transversaux internes, malgré le maintien des anciens grands axes de communication de la période ibérique. Cette continuité structurelle indique qu'elle n'a pas rompu avec le modèle d'occupation précédent, ce qui confirme le caractère éphémère de cette phase et la pertinence de l'élément indigène dans le Plan de Barcelone, malgré le processus de colonisation romaine.